# Rudolf Reinhardt (Theologe)
Rudolf Reinhardt (* 20. Januar 1928 in Stuttgart; † 19. Juni 2007 in Stuttgart-Steinhaldenfeld) war ein deutscher römisch-katholischer Theologe, Kirchenhistoriker und Hochschullehrer.

## Leben und Werk
Im Alter von 16 Jahren wurde Reinhardt als Flakhelfer eingezogen. Nach Kriegsende holte er am Stuttgarter Kepler-Gymnasium sein Abitur nach und nahm an der Universität Tübingen das Studium der Theologie und der Philosophie auf.
1952 wurde Reinhardt in Ellwangen zum Priester der Diözese Rottenburg geweiht und war dann für kurze Zeit als Vikar in Neckarsulm tätig. Zum Wintersemester 1953/54 kehrte er nach Tübingen zurück. Dort trat er eine Stellung als Repetent am Wilhelmsstift an und widmete sich gleichzeitig seiner Promotion. 1958 wurde er mit einer von Karl August Fink betreuten Arbeit über die Benediktinerabtei Weingarten zum Dr. theol. promoviert. Zum 1. November 1958 trat Reinhardt eine Assistentenstelle an der Tübinger katholisch-theologischen Fakultät an und wurde gleichzeitig Pfarrverweser in Dußlingen. 1963 habilitierte er sich in Tübingen mit einer Arbeit über das Hochstift Konstanz.
Nach mehreren erfolglosen Berufungsverfahren wurde Reinhardt im Mai 1967 auf die außerordentliche Professur für Kirchengeschichte an die Philosophisch-Theologische Hochschule Bamberg berufen. Zum Wintersemester 1970/71 wechselte er auf den Lehrstuhl seines mittlerweile emeritierten Lehrers Fink an die Universität Tübingen. Dort hatte er somit bis zu seiner Emeritierung 1994 den ordentlichen Lehrstuhl für Mittlere und Neuere Kirchengeschichte inne. 1976/77 sowie 1980/81 war Reinhardt Dekan der Tübinger katholisch-theologischen Fakultät. Von 1979 bis 1998 war er Vorsitzender des Geschichtsvereins der Diözese Rottenburg-Stuttgart und Schriftleiter des Rottenburger Jahrbuchs für Kirchengeschichte.
Reinhardts Forschungsschwerpunkte lagen vor allem in der Kirchengeschichte. Hier widmete er sich insbesondere dem historischen Verhältnis zwischen Staat und Kirche, der Geschichte der Reichskirche in der Neuzeit, der Kirchenverfassungsgeschichte und speziell der Geschichte der Diözese Rottenburg im 19. und 20. Jahrhundert. Neben den unten aufgeführten Monographien umfasst sein wissenschaftliches Werk über 150 Aufsätze und über 100 Lexikonartikel. In seinen Werken interpretierte Reinhardt vorwiegend politisch und rechtsgeschichtlich; er galt als eher liberal.

## Familie
Reinhardt wurde als Sohn von Alfons Reinhardt (1895–1980), einem Funktionär in den christlichen Gewerkschaften, der im Nationalsozialismus seine Stellung verloren hatte, in Stuttgart geboren. Obwohl sein Vater Verbindungen zum Widerstand und über Joseph Ersing zum Goerdeler-Kreis hatte, war Reinhardt Mitglied der Hitlerjugend.
Reinhardts Schwester Eva-Maria war verheiratet mit Herbert Czaja.

## Schriften (Auswahl)
- Restauration, Visitation, Inspiration: Die Reformbestrebungen in der Benediktinerabtei Weingarten von 1567 bis 1627. Kohlhammer, Stuttgart 1960 (Dissertation, unter dem abweichenden Titel Die Reformbestrebungen in der Benediktinerabtei Weingarten unter den Äbten Johannes Hablizel (1567–1575), Johann Christoph Raittner (1575–1586), Georg Wegelin (1586–1627)).
- Die Beziehungen von Hochstift und Diözese Konstanz zu Habsburg-Österreich in der Neuzeit: Zugleich ein Beitrag zur archivalischen Erforschung des Problems Kirche und Staat. Steiner, Wiesbaden 1966 (Habilitationsschrift).
- mit Elsanne Gilomen-Schenkel und Brigitte Degler-Spengler: Benediktinisches Mönchtum in der Schweiz: Männer- und Frauenklöster vom frühen Mittelalter bis zur Gegenwart. Francke, Bern 1986.